# Cyphophthalmus duricorius
Cyphophthalmus duricorius is een hooiwagen uit de familie Sironidae. De originele naamcombinatie (protoniem) was Cyphophthalmus duricorius Joseph, 1868. Een synoniemnaam is Siro duricorius (Joseph, 1868).